# 激戰 (電影)
《激戰》是一部於2013年上映的香港動作電影，導演林超賢，凌志華任動作指導，由張家輝、彭于晏及梅婷領銜主演。香港於2013年8月15日、中國大陸於8月16日、台灣於9月18日上映。张家辉凭此片赢得第二座香港电影金像奖最佳男主角奖。
粵語版（原聲版和海外上映版本）長度是116分鐘，比起普通話版122分鐘刪掉了CoCo和林思齊的感情戲這條線，讓故事上更緊湊和流暢自然。而普通話版為了迎合中国觀眾所以安排了他們的感情戲。

## 劇情
香港過氣西洋拳王程輝年輕時為了錢而在比賽中“打假拳”，跟他的師傅因此決裂，東窗事發後還為此入獄幾年。出獄後，拳壇沒落的他做起的士司機，如今淪落成身負二十幾萬賭債的落魄中年。他為了躲債而跑到澳門謀生，靠跟他關係不錯的師兄楊慶新找到健身中心的工作來賺錢還債。程輝入住一間由王明君和梁佩丹母女倆擁有的合租房，觀察到明君時常受精神病困擾。小丹講述她爸爸四年前棄家跑掉而讓家庭支離破碎，連她弟弟也不幸遇溺死亡。程輝從此處處謙讓著她們，和小丹一起逗明君開心，和她們很快產生一家人的感覺。
另一方面，來自中國內地的富二代林思齊，其父林園興因投資失敗破產，導致他同樣淪落到澳門靠打工來養活終日酗酒澆愁的父親。他無意間看到電視上的綜合格鬥廣告，得知贏家能夠獲得270萬獎金，為了激勵父親重新振作，因此來到程輝工作的健身中心來學習格鬥。有過多數格鬥經驗的程輝本不想再回歸拳壇，始終拒絕教思齊格鬥方式，直到一晚觀察到他被醉酒鬧事的父親毆打而出手救他，感受到他的苦衷而答應。思齊從此開始嚴格體能訓練，程輝發現他的意志力足夠後開始教導他格鬥技巧，準備為接下來的綜合格鬥做準備，同時也漸漸從思齊身上看到過去的自己。
經過幾個月的苦練，程輝認為思齊已經準備好參賽，帶他來到綜合格鬥會場進行挑戰。第一場面對連贏幾場的外國格鬥家邁克，思齊靠學來的本領以及毅力堅持到比賽結束，幸運地贏下第一局。在酒吧看到兒子勝利直播的林園興，也默默為兒子表示支持。程輝跟明君和小丹共度中秋節夜晚時，他的債主找到他在澳門後派討債人士衝進屋裡暴力襲擊，保護母親的小丹因此跌下樓受傷。小丹送院後雖然平安脫險，但社工很快介入而準備讓小丹的父親作為監護人，明君因此怒打社工而被送入精神病院，不慎搞砸一切的程輝為此相當自責。另一邊，思齊在格鬥比賽中過關斬將，但在其中一輪時面對實力更為強勁的對手李子天，由於程輝在醫院看望小丹，沒有師傅指導的思齊被李子天重創身體之下負傷退賽。
由於思齊的傷勢無法繼續打拳，內疚的程輝為了幫弟子一雪前恥，決定代替思齊以四十八歲高齡參加綜合格鬥，即使知道他極有可能喪命，但他還是決定出賽。比賽當天，程輝剛好對打擊敗思齊的李子天，過程中因為體能隨著高齡而虛弱，但程輝同樣靠意志力堅持到底，以最後的轉身決勝拳打倒李子天。程輝戰勝對手讓在場觀眾和醫院裡的思齊歡呼不盡，也讓程輝重獲二十年來所失去的拳壇榮耀。事後，程輝湊夠錢得以還債，順便跟小丹告別，說服她去跟如今痛改前非的爸爸去住，但他還是會到精神病院陪伴明君。最後當思齊傷勢痊愈後，再次回到健身中心陪師傅程輝練習。

## 演員
| 演員   | 角色     | 關係 |
| 張家輝 | 程輝     | 暱稱「賤輝」，曾為香港西洋拳王，年輕時因打黑拳入獄，出獄後做司機且負債累累，從香港避債到澳門。由劉峻緯飾演年輕時代。 |
| 彭于晏 | 林思齊   | 曾經是中國富二代，因父親生意失敗而淪落到澳門工地打工，結識程輝而向他學習拳擊，準備參加綜合格鬥。                     |
| 梅婷   | 王明君   | 程輝的房東，四年前因為家庭破碎而長期受精神病困擾，只剩下女兒小丹陪伴她。                                             |
| 李馨巧 | 梁佩丹   | 暱稱「小丹」，王明君的女兒，與患有精神病的媽媽同住，自程輝搬到她們家中之後，重拾一點家庭的感覺。                     |
| 安志杰 | 李子天   | 格鬥參賽者，實力和體能都相當強勁，擊敗林思齊並使其重傷，而後贏得總台主地位。                                         |
| 高捷   | 林園興   | 林思齊的父親，原是億萬富翁，因投資房地產失敗而虧損上億財產，來到澳門天天失意酗酒。                                   |
| 姜皓文 | 楊慶新   | 暱稱「太歲」，程輝的師兄，介紹程輝在澳門的健身中心工作。                                                             |
| 李菲兒 | Coco     | 林思齊的好友，三次巧遇林思齊，兩人之間互生愛意。（僅在內地公映版出現）                                               |
| 劉畊宏 | 江志華   | 暱稱「Rock」，健身中心的格鬥教練。                                                                                   |
| 王寶強 | 陳總     | 思齊的中國老同學，剛繼承十幾億家產，得知思齊父親破產後馬上遠離他。                                                   |
| 盧覓雪 | Sandy    | 有氧健身操課程學員，迷戀程輝。                                                                                       |
| 陳嘉輝 | 梁長安   | 小丹生父，四年前有外遇後棄家離開，如今即使悔改卻不被妻子和女兒接受。                                                 |
| 潘源良 | 威強     | 香港黑道，二十年前出錢讓程輝故意輸掉比賽。                                                                           |
| 梁小冰 | 醫生     | 精神科醫師。 |
| 何華超 | 毛哥     | |
| 喇英   | 英       | 少年程輝的死戰對手                                                                                                   |
| 胡櫻汶 | 拳賽評述 | |
| 馮志豐 | 拳賽評述 | |
| 歐錦棠 | 坤叔     | 程輝的師父 |
| 羅浩銘 | 盧卓民   | Edwin |

## 拍攝意外
根據報導，在電影中有一場高利貸主持刀闖入張家輝扮演角色合租屋的戲份。拍攝時動作演員用刀意外碰傷了張家輝左手的小拇指；劇組從片方曝光了一組工作照片中張家輝左手小拇指已經被折斷成Ｓ形。

## 其他
編劇蔣仲宇指責一位導演林超賢盜用自己原創意念，2013年8月23日在他個人Facebook上寫了激戰情節裡二十五個與他原作《拳頭的證明》相似的地方；導演林超賢接受電話訪問表示沒有“偷橋”，稱“佢咁講唔單只侮辱我，即係話我團隊冇做嘢啫，我哋有晒創作紀錄，佢咪攞佢啲證據出嚟囉，明眼人會知發生乜事嘅”。
《激戰》的大陸版本與香港和台灣公映的版本有些不同，主要分別是大陸版增加了彭于晏與李菲兒之間的感情戲，而二人之間的感情戲在港台版本近乎完全被刪。

## 票房

### 中國大陸
正式首映上映當天（8月16日），排片率達到22.48%，超越同檔期的好萊塢大片《環太平洋》、以及《小時代2》，《一夜驚喜》等國產影片，排片量在所有電影中排在首位，並取得1600多萬首日票房成績。上映當日成為單日票房冠軍。首週3天票房5750萬人民幣，是該周的票房榜季軍；第二週仍然位列票房榜季軍收穫4480萬；第三週票房榜第7名1380萬，累積票房達1.16億人民幣。根據《中國電影報》微博透露，至9月8日，累積票房為1.18億人民幣。

### 香港
在香港上映四天，票房達到港幣$9,427,497，成為一周票房冠軍。 連續5週票房冠軍，上映32天，票房達到4100萬港元，是2013年票房收入最高的港產片，也是暑假票房最高，導演林超賢與張家輝等在9月1日晚到戲院謝票，張家輝坦言要去8間戲院謝票，鼓勵更多觀眾入場，再推高票房。至9月29日累積票房為4429萬元。根據2013年12月28日的《東方日報》報道，《激戰》累計票房為港幣4463萬元，是2013年港產電影票房第一位，亦是2013年香港中西電影票房第三名。

### 台灣
首周台北票房榜第8名，台北累積票房286萬台幣，全台累積票房600萬台幣。至10月6日，台北累積票房502萬台幣。
| 上一届： 《獨行俠》 | 2013年香港一週票房冠軍 第32-36周（8月12日—9月15日） | 下一届： 《被偷走的那五年》 |

## 獎項及提名
本片入圍第16届上海國際電影節的競賽部分，並拿下「最佳男演員獎」、「最佳女演員獎」兩個大獎，成為金爵獎史上首部獨攬電影帝后兩個獎項的電影，十歲的李馨巧則成為金爵獎歷史上年齡最小的影后。
| 獎項                              | 類別               | 名字                   | 結果 |
| --------------------------------- | ------------------ | ---------------------- | ---- |
| 第12屆長春電影節                  | 最佳华语故事片     | 《激戰》               | 提名 |
| 第12屆長春電影節                  | 最佳導演           | 林超賢                 | 提名 |
| 第12屆長春電影節                  | 最佳男主角         | 張家輝                 | 提名 |
| 第12屆長春電影節                  | 最佳女配角         | 李菲兒                 | 提名 |
| 第12屆長春電影節                  | 最佳攝影           | 謝忠道                 | 提名 |
| 第16届上海國際電影節              | 最佳男演員         | 張家輝                 | 獲獎 |
| 第16届上海國際電影節              | 最佳女演員         | 李馨巧                 | 獲獎 |
| 第16届上海國際電影節              | 最佳影片           | 《激戰》               | 提名 |
| 2013年中美电影节                  | 最佳影片           | 《激戰》               | 獲獎 |
| 第50屆金馬獎                      | 最佳男主角         | 張家輝                 | 提名 |
| 第50屆金馬獎                      | 最佳女配角         | 李馨巧                 | 提名 |
| 第50屆金馬獎                      | 最佳男配角         | 彭于晏                 | 提名 |
| 第50屆金馬獎                      | 最佳動作設計       | 凌志華                 | 提名 |
| 第50屆金馬獎                      | 最佳剪輯           | 鍾煒釗                 | 提名 |
| 第50屆金馬獎                      | 最佳音效           | 鄭穎園                 | 提名 |
| 第56屆亞太影展                    | 最佳男主角         | 張家輝                 | 提名 |
| 第56屆亞太影展                    | 最佳女配角         | 李馨巧                 | 提名 |
| 第二十屆香港電影評論學會大獎      | 最佳男演員         | 張家輝                 | 獲獎 |
| 第二十屆香港電影評論學會大獎      | 推薦電影           | 《激戰》               | 獲獎 |
| 第二十屆香港電影評論學會大獎      | 最佳電影           | 《激戰》               | 提名 |
| 第二十屆香港電影評論學會大獎      | 最佳女演員         | 李馨巧                 | 提名 |
| 第二十屆香港電影評論學會大獎      | 最佳導演           | 林超賢                 | 提名 |
| 第二十屆香港電影評論學會大獎      | 最佳編劇           | 吳煒倫、馮志豐、林超賢 | 提名 |
| 第33屆香港電影金像獎              | 最佳電影           | 《激戰》               | 提名 |
| 第33屆香港電影金像獎              | 最佳導演           | 林超賢                 | 提名 |
| 第33屆香港電影金像獎              | 最佳編劇           | 吳煒倫、馮志豐、林超賢 | 提名 |
| 第33屆香港電影金像獎              | 最佳男主角         | 張家輝                 | 獲獎 |
| 第33屆香港電影金像獎              | 最佳男配角         | 彭于晏                 | 提名 |
| 第33屆香港電影金像獎              | 最佳女配角         | 李馨巧                 | 提名 |
| 第33屆香港電影金像獎              | 最佳攝影           | 謝忠道                 | 提名 |
| 第33屆香港電影金像獎              | 最佳剪接           | 鍾煒釗                 | 提名 |
| 第33屆香港電影金像獎              | 最佳動作設計       | 凌志華                 | 提名 |
| 第33屆香港電影金像獎              | 最佳原創電影音樂   | 黎允文                 | 提名 |
| 第33屆香港電影金像獎              | 最佳音響效果       | 鄭穎園                 | 提名 |
| 第21屆北京大學生電影節            | 最佳男演員         | 張家輝                 | 獲獎 |
| 第14屆華語電影傳媒大獎            | 最佳導演           | 林超賢                 | 提名 |
| 第14屆華語電影傳媒大獎            | 最佳男主角         | 張家輝                 | 獲獎 |
| 第14屆華語電影傳媒大獎            | 最佳女配角         | 李馨巧                 | 提名 |
| 第14屆華語電影傳媒大獎            | 最受矚目表現       | 彭于晏                 | 提名 |
| 第2屆倫敦國際華語電影節           | 最佳男主角         | 張家輝                 | 獲獎 |
| 第23屆上海影評人獎                | 十佳影片           | 《激戰》               | 獲獎 |
| 第2屆海峽兩岸三地「十大華語電影」 | 十大華語電影       | 《激戰》               | 獲獎 |
| 第10屆華鼎獎                      | 中国最佳导演       | 林超賢                 | 獲獎 |
| 第10屆華鼎獎                      | 中国最佳电影男演员 | 張家輝                 | 獲獎 |

## 戲中金句
「你行得上台，唔好怯呀，怯，你就會輸咗成世。」
「其實每次上台，我都會好驚，不過我會同自己講，我做得到。」
「我哋到咗呢個年紀，仲有嘢要人哋明白架咩？你自己明咪得囉。」
「我攞到冠軍果陣，以為呢個世界係屬於我嘅。但係原來，呢個世界係唔會等人嘅。」
「一個拳手，一定要建立屬於自己嘅節奏。能夠令對方跌入你嘅節奏，佢就會被逼跟住你走。能夠打出屬於你自己嘅節奏，就是一個好拳手。」
「呢廿幾年嚟，我咩都沒做過啊。我唔想到我熄燈果一刻，我連一件值得回憶嘅事都無呀。」
「這一場比賽，我可能會跌倒，但我一定會站起來。」
「我相信站在這個擂台上的每一位拳手，都有一個目的，一份希望。我來參加比賽，我只想讓一個人看見，他眼中的不可能，也可以變成可能。」
「其實每一個人都有一個擂台，在這個擂台上，只有堅持才能換來希望。」

## 評價
《頭條日報》的祁佳仕說：「林超賢這次轉型是成功的，出來效果比起槍林戰雨更具爆發力，尤其幾段情感關係刻劃細緻，更能打動我心。」
《明報》的石琪給予三星半（最高五星），他說：「嚴格來說這類《洛奇》神話屬於牽強公式。亦可挑剔文戲拖長，與壓軸武打不大協調。好在導與演都有優異發揮，允文允武，成績比大堆頭但混亂的林超賢前作《逆戰》可觀得多。」
本片被搜狐评为2013下半年十大华语佳片第二名，仅次于杜琪峰的《盲探》。

## 外部連結
- 《激戰》新浪網專題 （页面存档备份，存于）
- 《激戰 （页面存档备份，存于）》在香港雅虎的電影頁面
- Yahoo奇摩電影上《激戰：勇者不敗》的資料（繁體中文）
- Yahoo!奇摩電影－「 蛻變真男人」《激戰：勇者不敗》彭于晏專訪
- MSN娛樂上《激戰：勇者不敗》的資料（繁體中文）

- 開眼電影網上《激戰：勇者不敗》的資料（繁體中文）
- 豆瓣电影上《激戰》的資料 （简体中文）
- 时光网上《激戰》的資料（简体中文）
- AllMovie上《激戰》的资料（英文）
- 爛番茄上《激戰》的資料（英文）
- 香港影庫上《激戰》的資料（繁體中文）
- 互联网电影数据库（IMDb）上《激戰》的资料（英文）